# California Suite
California Suite è un film del 1978 diretto da Herbert Ross. Maggie Smith si aggiudicò per la pellicola il suo secondo Oscar (dopo quello per La strana voglia di Jean), come miglior attrice non protagonista, interpretando la parte di un'attrice inglese, candidata al prestigioso riconoscimento, che vola a Los Angeles per partecipare alla cerimonia dell'Academy, senza, tuttavia, riuscire vincitrice.

## Trama
A Beverly Hills si svolge la storia di cinque coppie che alloggiano in un albergo alla vigilia della cerimonia della consegna degli Oscar.

## Riconoscimenti
- 1979 - Premio Oscar
  - Migliore attrice non protagonista a Maggie Smith
  - Candidatura Migliore sceneggiatura non originale a Neil Simon
  - Candidatura Miglior scenografia a Albert Brenner e Marvin March
- 1979 - Golden Globe
  - Miglior attrice in un film commedia o musicale a Maggie Smith
  - Candidatura Miglior film commedia o musicale a Herbert Ross
- 1980 - Premio BAFTA
  - Candidatura Miglior attrice protagonista a Maggie Smith
- 1979 - Kansas City Film Critics Circle Awards
  - Miglior attrice non protagonista a Maggie Smith